# ウディ・アレンの重罪と軽罪
『ウディ・アレンの重罪と軽罪』（原題: Crimes and Misdemeanors）は、1989年に公開された、ウディ・アレン監督、脚本、主演のアメリカ映画。

## あらすじ
記録映画の監督である冴えない男とリッチな眼科医の話が同時進行で進んでゆく。映画監督はある哲学者の講義を映画に収めているが、私生活では妻との関係も冷えており、実妹がデートで恋人に変態行為を迫られたりもして、暗い気持ちが晴れない。一方、眼科医は仕事は順調、家族とも円満だが、不倫相手に関係をばらされそうになって、裏社会に身を落とした弟にヒットマンを依頼する。そして事態は思わぬ展開に…。ラストには、報われない映画監督と、悪事に手を汚しながらも順風満帆の眼科医が出会い、自らの人生を語り合う。

## キャスト
- ジュダ・ローゼンタール - マーティン・ランドー
- クリフ・スターン - ウディ・アレン
- ハリー・リード - ミア・ファロー
- ドロレス・ペリー - アンジェリカ・ヒューストン
- レスター - アラン・アルダ
- ジャック・ローゼンタール - ジェリー・オーバック
- ウェンディ・スターン - ジョアンナ・グリーソン（英語版）
- ミリアム・ローゼンタール - クレア・ブルーム
- ベン - サム・ウォーターストン
- バーバラ - キャロライン・アーロン（英語版）
- クリス - グレッグ・エデルマン（英語版）
- シャロン・ローゼンタール - ステファニー・ロス
- ジェニー - ジェニー・ニコルズ
- パーティー招待客 - マーセデス・ルール （クレジットなし）

## スタッフ
- 監督・脚本：ウディ・アレン
- 製作：ロバート・グリーンハット（英語版）
- 製作総指揮：ジャック・ローリンズ（英語版）、チャールズ・H・ジョフィ
- 音楽：フランツ・シューベルト
- 撮影：スヴェン・ニクヴィスト
- 美術：サント・ロカスト（英語版）
- 編集：スーザン・E・モース（英語版）